# 凤岗里站
凤岗里站（福州話：/huŋ˨˩ ŋouŋ˥˧ nie˧˧/）位于中华人民共和国福建省福州市仓山区的金洲南路与凤冈路交叉口地下，是福州地铁5号线的地铁车站，于2022年4月29日启用。

## 车站结构
凤岗里站位于金洲南路与凤冈路交叉口下方，沿金洲南路东西向布设。本站为地下二层车站，长206.5米，标准段宽度19.7米，基坑平均深度17.5米。地下一层为站厅层；地下二层为站台层，岛式站台。
| 地面层   | 出入口                               |  | 出入口                           |
| 地下一层 | 站厅                                 |  | 票务服务、自动售票机             |
| 地下二层 | 1                                    |  | 5号线 往荆溪厚屿（金山）         |
| 地下二层 | 岛式站台，列车运行方向左侧的车门开启 |  |                                  |
| 地下二层 | 2                                    |  | 5号线 往福州火车南站（浦上大道） |

### 出入口与周边
凤岗里站设置4个出入口，目前已全部开放，无障碍电梯位于A出入口，卫生间、母婴室位于C出入口。
| 凤岗里站出入口信息          | 凤岗里站出入口信息 | 凤岗里站出入口信息 | 凤岗里站出入口信息                   |
| --------------------------- | ------------------ | ------------------ | ------------------------------------ |
|                             |                    |                    |                                      |
| 编号                        | 设施               | 位置               | 接驳交通                             |
| 出口 · A                    |                    | 车站东北口         | 凤岗里地铁站、凤冈路口、省立医院南院 |
| 出口 · B                    |                    | 车站西北口         | 凤冈路口                             |
| 出口 · C                    |                    | 车站西南口         | 四十中金山分校                       |
| 出口 · D                    |                    | 车站东南口         | 凤岗里地铁站、四十中金山分校         |
| 注： 设有电梯 \| 设有卫生间 |                    |                    |                                      |

## 历史
- 2016年7月20日，于福州市轨道交通5号线一期工程环境影响评价第一次公示中提及设置金环路站。[3][4]
- 2017年10月31日，凤岗里站一期围挡施工开始。[5]
- 2018年12月25日，凤岗里站主体结构封顶。[2]
- 2022年4月24日，凤岗里站开放为期三天的免费试乘。[6]
- 2022年4月29日，凤岗里站启用。[1]